# Reiner Klimke
Reiner Klimke (* 14. Januar 1936 in Münster; † 17. August 1999 ebenda) war ein erfolgreicher deutscher Dressur- und Vielseitigkeitsreiter sowie Politiker (CDU). Er zählt zu den erfolgreichsten Sommerolympioniken. Er war über viele Jahre der erfolgreichste Olympiateilnehmer Deutschlands, bis er bei den Olympischen Sommerspielen 2000 von Birgit Fischer abgelöst wurde. Lange war Klimke der siegreichste Dressurreiter der Welt, bevor er von Isabell Werth abgelöst wurde.
Er wurde vom Sportbund der Stadt Münster beim Ball des Sports 1974, 1981, 1982 und 1988 als Sportler des Jahres ausgezeichnet. Der Sportbund der Stadt Münster ehrte ihn im Jahr 2000 mit dem Sport-Oscar.
2008 wurde Reiner Klimke in die Hall of Fame des deutschen Sports aufgenommen. Außerdem war er Träger des Silbernen Lorbeerblattes und des Verdienstordens des Landes Nordrhein-Westfalen.

## Vielseitigkeitsreiter
Klimke begann 1948 an der Westfälischen Reit- und Fahrschule in Münster das Reiten. Seine ersten Turniererfahrungen sammelte er 1950 in der Vielseitigkeit in Paderborn, 1955 folgte dann der erste internationale Auftritt in Thun. Bei der Vielseitigkeitseuropameisterschaft 1957 in Kopenhagen erreichte er die Silbermedaille, 1959 in Harewood House mit Fortunat die Goldmedaille, jeweils in der Mannschaftswertung. 1960 gewann er mit Fortunat die deutsche Meisterschaft, nahm an den Olympischen Spielen in Rom teil und gewann mit Winzerin die Deutsche Meisterschaft.

## Dressurreiter
Bei den Olympischen Spielen gewann er insgesamt sechs Gold- und zwei Bronzemedaillen. Sechsmal wurde er Weltmeister, elfmal Europameister. Bei den Olympischen Spielen 1988 war er bei der Eröffnungsfeier Fahnenträger der bundesdeutschen Mannschaft.
Sein erfolgreichstes und wohl bekanntestes Pferd war Ahlerich, mit dem er Olympiasiege,
Welt- und Europameisterschaften und sieben Deutsche Meisterschaften erringen konnte.
1984 erhielt er das FN-Ehrenzeichen in Gold mit Lorbeer, Olympischen Ringen und Brillanten. 1986 wurde er zum Ehrenbürger seiner Heimatstadt Münster ernannt. Dort wurde auf der Sentruper Höhe eine Straße nach ihm benannt. Er ist der Vater des Dressurreiters Michael Klimke und der Dressur- und Vielseitigkeitsreiterin Ingrid Klimke.
1988 erschien in Paraguay eine Briefmarke mit Klimke als Dressurreiter.
Die Gemeinde Neufahrn bei Freising hat nach ihm eine Straße benannt.

## Ausbildung und Beruf
Nach dem Abitur 1955 studierte er Rechts- und Staatswissenschaften an der Westfälischen Wilhelms-Universität in Münster, wurde 1963 zum Dr. jur. promoviert und arbeitete anschließend als selbstständiger Rechtsanwalt und Notar. Während seines Studiums wurde er 1955 Mitglied der Burschenschaft der Pflüger Halle zu Münster, der er sein Leben lang eng verbunden blieb.

## Partei und Abgeordneter
Bereits seit 1950 war er Mitglied der CDU. Dem Landtag von Nordrhein-Westfalen gehörte er vom 31. Mai 1990 bis 31. Mai 1995 an. Dort war er stellvertretender Vorsitzender des Sportausschusses.

## Letzte Jahre
Bis zu seinem Tod arbeitete Klimke an einem anlässlich der Olympischen Sommerspiele 2000 in Sydney geplanten Comeback. Am 17. August 1999 erlag Klimke im Alter von 63 Jahren den Folgen seines zweiten Herzinfarktes.
Sein Grab befindet sich auf dem Zentralfriedhof Münster.

## Größte Erfolge

### Vielseitigkeit
- 1957 Europameisterschaften in Kopenhagen: Silbermedaille Mannschaft
- 1959 Europameisterschaften in Harewood: Goldmedaille Mannschaft
- 1960 Deutsche Meisterschaften: Goldmedaille Einzel auf Winzerin

### Dressur
- Olympische Spiele
  - 1964 in Tokio: Goldmedaille Mannschaft, Einzelwertung 7. auf Dux
  - 1968 in Mexiko-Stadt: Goldmedaille Mannschaft, Bronzemedaille Einzel auf Dux
  - 1976 in Montreal: Goldmedaille Mannschaft, Bronzemedaille Einzel auf Mehmed
  - 1984 in Los Angeles: Goldmedaille Mannschaft, Goldmedaille Einzel auf Ahlerich
  - 1988 in Seoul: Goldmedaille Mannschaft, Einzelwertung 7. auf Ahlerich
- Olympia-Ersatzwettbewerbe der boykottierenden Staaten
  - 1980, Goodwood House: Goldmedaille Mannschaft, Bronzemedaille Einzel auf Ahlerich
- Weltmeisterschaft
  - 1966 in Bern: Goldmedaille Mannschaft, Bronzemedaille Einzel auf Dux
  - 1974 in Kopenhagen: Goldmedaille Mannschaft, Goldmedaille Einzel auf Mehmed
  - 1982 in Lausanne: Goldmedaille Mannschaft, Goldmedaille Einzel auf Ahlerich
  - 1986 in Cedar Valley: Goldmedaille Mannschaft Einzelwertung 4. auf Pascal
- Europameisterschaft
  - 1965 in Kopenhagen: Goldmedaille Mannschaft, Silbermedaille Einzel auf Arcadius
  - 1967 in Aachen: Goldmedaille Mannschaft, Goldmedaille Einzel auf Dux
  - 1969 in Wolfsburg: Goldmedaille Mannschaft, Einzelwertung 4. auf Dux
  - 1971 in Wolfsburg: Goldmedaille Mannschaft auf Mehmed
  - 1973 in Aachen: Goldmedaille Mannschaft, Goldmedaille Einzel auf Mehmed
  - 1981 in Laxenburg: Goldmedaille Mannschaft auf Ahlerich
  - 1983 in Aachen: Goldmedaille Mannschaft, Silbermedaille Einzel auf Ahlerich
  - 1985 in Kopenhagen: Goldmedaille Mannschaft, Goldmedaille Einzel auf Ahlerich
- weitere
  - neunmal Deutscher Meister (1967 auf Dux, 1975 auf Mehmed, 1978, 1981, 1983, 1984, 1985, 1986, 1988 auf Ahlerich)

## Verschiedenes
In Münster wird der Reiner-Klimke-Preis als Ehrenamtspreis für Münsters Sportvereine verliehen.

## Werke
- Reiner Klimke: Grundausbildung des jungen Reitpferdes. Von der Fohlenerziehung bis zum ersten Turnierstart. Kosmos Verlag, Stuttgart 1990, ISBN 3-440-05380-6.
- Ingrid Klimke, Reiner Klimke: Profitips Cavaletti. Dressur und Springen. Kosmos Verlag, Stuttgart 1997, ISBN 3-440-07464-1.
- Klimke, Reiner: Ahlerich. Von der Remonte zum Dressur-Weltmeister. Ein exemplarischer Ausbildungsweg. Georg Olms Verlag, Hildesheim 1995, ISBN 3-487-08347-7.
- Reiner Klimke: Military. Geschichte – Training – Wettkampf. Franckh-Kosmos Verlag, Stuttgart 1967, ISBN 3-440-04579-X.
- Reiner Klimke, Werner Ernst: Von der Schönheit der Dressur. Vom jungen Pferd bis zum Grand Prix. Franckh-Kosmos, 1991, ISBN 3-440-06313-5.
- Reiner Klimke (Hrsg.): Urlaub im Sattel. Freizeit in FN-anerkannten Ausbildungsstätten. FN-Verlag, Warendorf 2000, ISBN 3-88542-300-6.
- Dagmar Schindler, Reiner Klimke (Hrsg.), Ortrud Stahl (Ill.): Urlaub im Sattel. Freizeit auf Deutschlands schönen Reiterhöfen. FN-Verlag, Warendorf 1993, ISBN 3-88542-260-3.
- Reiner Klimke: Urlaub im Sattel. Deutschlands schönste Ferienhöfe. Geocenter, 2001, ISBN 3-7690-0589-9.
- Johann Elias Ridinger, Reiner Klimke: Die kleine Reitschule. Busse u. Seewald, Herford 1984, ISBN 3-87120-052-2.
- Reiner Klimke, Bernd Capell: Lexikon für Pferdefreunde. C. J. Bucher, Frankfurt a. M. 1976, ISBN 3-7658-0221-2.

### Olympische Spiele
Jeweils zu den Olympischen Spielen erschienen folgende Werke:
- Reiner Klimke, Frantisek Jandl, Werner Lutz: Reiterspiele Mexiko 1968. Olympiade, Aschendorff, Münster 1968, ISBN 3-402-06370-0.
- Reiner Klimke, Albert Stecken, Helmut Müller:  München ’72. Olympische Reiterspiele. Military, Dressur, Springreiten. Aschendorff,

Münster 1972, ISBN 3-402-06371-9.
- Reiner Klimke, Albert Stecken, Helmut Müller: Montreal ’76. Olympische Reiterspiele. Spiele, Fakten, Kommentare, Hintergründe. Aschendorff, Münster 1982, ISBN 3-402-06373-5.
- Harry Boldt, Olaf Petersen, Heinz Schütte, Reiner Klimke (Hrsg.): Olympia der Reiter. Seoul 1988. FN-Verlag, Warendorf 1988, ISBN 3-88542-199-2.
- Reiner Klimke (Hrsg.), Werner Ernst (Hrsg.): Olympia der Reiter. Barcelona 1992. FN-Verlag, Warendorf 1992, ISBN 3-88542-253-0.
- Reiner Klimke, Werner Ernst: Olympia der Reiter. Atlanta 1996. FN-Verlag, Warendorf 1996, ISBN 3-7843-2808-3, und 1998, ISBN 3-88542-282-4.